# 俄罗斯环球频道
俄罗斯环球频道（俄语：РТР-Планета），又称“俄罗斯RTR”（俄语：Россия РТР），是俄罗斯的国营媒体全俄国家电视广播公司（VGTRK）拥有的的一条俄语国际频道，2002年7月1日开播，通过卫星及有线电视向全球播出。
俄罗斯环球频道的节目主要来自VGTRK的两条国内频道——“俄罗斯-1”（全国广播的综合频道）和“俄罗斯-K”（全国广播的文化频道），包括新闻、访谈、电视剧及历史、艺术文化类节目和纪录片。中國大陸的涉外公寓、賓館及其他涉外機構可透過亞太六號衛星上的境外頻道統一平台接收該頻道。